# Calacuccia
Calacuccia je naselje in občina v francoskem departmaju Haute-Corse regije - otoka Korzika. Leta 2009 je naselje imelo 316 prebivalcev.

## Geografija
Kraj leži v severno-osrednjem delu otoka Korzike znotraj naravnega regijskega parka Korzike, 76 km južno od središča Bastie. V bližini se nahaja jezero Lac de Calacuccia, nastalo z zajezitvijo reke Golo.

## Uprava
Calacuccia je sedež kantona Niolu-Omessa, v katerega so poleg njegove vključene še občine Albertacce, Casamaccioli, Castiglione, Castirla, Corscia, Lozzi, Omessa, Piedigriggio, Popolasca, Prato-di-Giovellina in Soveria s 2.109 prebivalci.
Kanton Niolu-Omessa je sestavni del okrožja Corte.